# Flavio Felice (poeta)
Flavio Felice (in latino Flavius Felix; Gallia, tra il 493 e il 500 circa – ...) è stato un poeta romano.
Appartenente ad una famiglia nobiliare originaria della Gallia, fu contemporaneo del re Trasamondo: poiché la sua famiglia probabilmente godeva di notevole prestigio in Africa settentrionale venne scelto dai re vandali per celebrare le loro gesta, anche grazie alla sua conoscenza linguistica del latino.

## Epigrammi
Tutto ciò che resta di Flavio Felice sono cinque componimenti che decantano le Terme di Trasamondo, contenuti nell'Anthologia latina e una postulatio in cui, ormai caduto in miseria, chiede di diventare clericus per sopravvivere, attraverso un beneficio ecclesiastico. 